# Antonius Franciscus De Keyser
Antonius Franciscus de Keyser (†1294), ook Franciscus Caesar, was een Vlaamse monnik en hoogleraar.

## Levensloop
De Keyser, geboren in Diksmuide, werd monnik in de abdij van de Duinen. Hij werd vervolgens hoogleraar godgeleerdheid aan de Sorbonne in Parijs. Hij werd als een van de meest geleerde theologen van zijn tijd beschouwd.

## Werken
- Magister sententiarum
- Kort begrip over de godsdienstige geloften (in het Latijn)
- Vie de Saint Bernard